# ジョン・ベイナー
ジョン・アンドリュー・ベイナー（英語: John Andrew Boehner, 1949年11月17日 - ）は、アメリカ合衆国の政治家。所属政党は共和党。
連邦下院議員（13期）、連邦下院共和党会議議長、連邦下院多数党院内総務、連邦下院少数党院内総務、第61代連邦下院議長を歴任した。

## 来歴

### 生い立ち
1949年、オハイオ州シンシナティ近郊のレディングに12人兄弟の次男として生まれる。ベトナム戦争中の1968年に海軍に徴兵されるが、身体の故障により訓練期間中に名誉除隊となる。実家は裕福ではなかったが、苦学してゼイビアー大学に進み、経営学の学士号を取得した。
大学卒業後はプラスチック関係の地元中小企業に就職して成功を収め、経営者となる。1984年には地元・オハイオ州の州下院選に共和党候補として第57選挙区から出馬し、当選。1990年まで務める。

### 下院議員

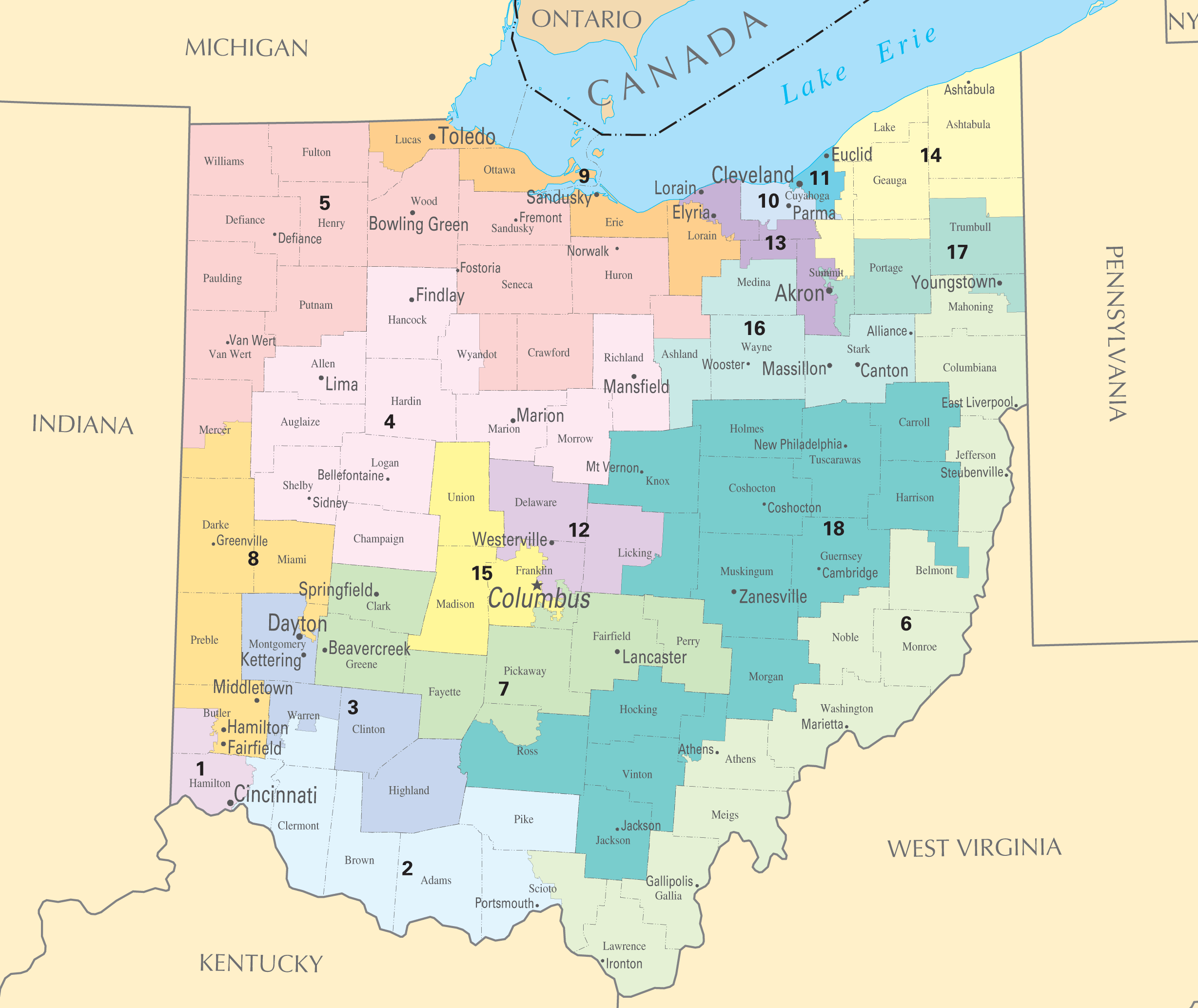
オハイオ州の連邦下院選区割（2003年 - 2012年）。8区（左側のオレンジ色）はシンシナティやデイトンの近郊。

1990年、地元・オハイオ州の第8選挙区から連邦下院選に出馬し、以来、13回連続で当選を重ねる。議員初期の頃には下院の綱紀粛正活動で注目を集め、同期当選のリック・サントラムらと共に「七人組」（Gang of Seven）と称された。
後に下院議長を務めるニュート・ギングリッチの側近として薫陶を受け、ギングリッチが1994年の中間選挙で保守革命・「米国との契約」を掲げて与野党逆転を実現すると、下院共和党ナンバー4のポストである下院共和党会議議長に就任するなど、順調にキャリアを積み重ねていった。しかし1999年、ギングリッチが前年の中間選挙で共和党が下院の議席数を減らしたことの責任を取る形で下院議長を辞任すると、それに連座して無役となる。

### 院内総務
1999年にギングリッチが失脚して以降、下院共和党ではギングリッチの政敵だったトム・ディレイが急速に台頭する。2001年からの5年間、ベイナーは下院の教育労働委員長を務めるものの不遇であった。
しかし、2005年9月にディレイが政治資金流用で起訴され失脚すると、改革を求めるジェフ・フレイクら中堅・若手の下院議員がベイナー擁立に動き、2006年2月、下院共和党のナンバー2（当時）である多数党院内総務に当選する。当初、この選挙戦はディレイの最側近としてディレイの下で院内幹事を務め、ディレイが辞任した後には臨時院内総務も務めていたロイ・ブラントが優勢だったものの、ベイナーが終盤で支持を急速に拡大した。2006年と2008年の下院選では、ジョージ・W・ブッシュ政権に対する風当たりの強さなどもあって共和党は大敗を喫したものの、ベイナーは引き続き少数党院内総務を務め続けた。
2009年にバラク・オバマ政権が発足して以降は、オバマ政権が推し進める財政出動を伴う景気対策や医療保険制度改革などの大きな政府路線を一貫して激しく批判する。対決路線を主導し、共和党の退潮傾向に歯止めをかけ、2010年の中間選挙では下院で60超議席増となる歴史的大勝を収めて与野党逆転を実現させた。2010年の下院選でベイナーが掲げた選挙公約名は「米国との誓約」であり、これはかつてギングリッチが掲げた「米国との契約」を意識したものと考えられる。下院で過半数を制したことにより、ベイナーは下院議長への就任がほぼ確実となった。

### 下院議長
2010年の中間選挙で圧勝したことを受け、同年11月17日、下院共和党はベイナーの下院議長推挙を正式に決定する。2011年1月に召集された第112議会で正式に下院議長に選出され、議長選出の際には涙を流す一幕もあった。同年4月には共和・民主両党の下院議員数名とバグダッドを電撃訪問し、イラク首相ヌーリー・マーリキーと会談した。
議会共和党は2012年大統領選を見越してオバマとの対決姿勢を強め、ベイナーの指導の下、債務上限の引き上げ問題で政府と激しく対立した。デフォルト寸前の2011年8月2日、増税なしの歳出削減を条件とする共和党の要求に沿った条件が取り決められた。ベイナーはオバマ政権の経済政策を批判するとともに、8月5日に発表されたスタンダード・アンド・プアーズによる米国債の格下げは歳出の見境ない増大にあるとも批判している。
2015年9月25日、同年10月をもって下院議長を辞職し、合わせて政界からも引退すると表明した。「オバマ政権に融和的」であるとして、共和党内の強硬派からの圧力があったものと思われる。同年10月29日、下院議長を退任した。議員辞職は31日。

### 政界引退後
2016年大統領選挙の共和党予備選で、首位のドナルド・トランプ候補を追うテッド・クルーズ候補について「肉体を持ったルシファー（堕天使）」と批判、クルーズの敗北が確実になると「テキサスから来た男（クルーズ）が勝たなくて良かった」と述べ、過半数の代議員を獲得したトランプへの支持を鮮明にした。
2016年9月15日にはタバコ会社レイノルズ・アメリカンの取締役に就任。同月、ワシントンD.C.の大手法律事務所・ロビーイスト事務所スクワイヤ・パットン・ボッグスの戦略アドバイザーに就任。
2018年4月、それまでのマリファナに対する姿勢を転換させ、医療用大麻の合法化を推進するAcreage Holdings社の相談役に就任した。

## 人物
涙もろい性格で知られる。議長退任日の本会議では、自分が泣くことを予告するかのように退任演説の演壇に箱入りティッシュペーパーを持ち込んで笑いを取ったが、やはり演説中に感極まり涙を流している。